# Ozodicera pumila
Ozodicera pumila är en tvåvingeart som beskrevs av Alexander 1942. Ozodicera pumila ingår i släktet Ozodicera och familjen storharkrankar. Inga underarter finns listade i Catalogue of Life.